# Aonidia truncata
Aonidia truncata är en insektsart som beskrevs av Green och Robert Malcolm Laing 1923. Aonidia truncata ingår i släktet Aonidia och familjen pansarsköldlöss. Inga underarter finns listade i Catalogue of Life.